# Donatella Della Porta
Donatella Della Porta   (Catània, 3 de juny de 1956) és una sociòloga i acadèmica italiana, professora de ciències polítiques i sociologia, coneguda pel seu treball en els moviments socials, la corrupció, la violència política i la sociologia política. És professora a la Scuola Normale Superiore. En el passat va impartir classes a l'Institut Universitari Europeu i a la Universitat de Florència. Va ser coeditora de l'European Political Science Review.

## Biografia
Professora de ciències polítiques a la Scuola Normale Superiore, també va impartir classes de sociologia al Departament de Ciències Polítiques i Socials de l'Institut Universitari Europeu des del 2003 i a la Universitat de Florència, on va ser professora associada de ciències polítiques, presidenta del corso di laurea en ciències de l'administració i directora del Departament de Ciències Polítiques i Sociologia (DiSPo). Va rebre el Diplôme d'études approfondies a l'École des hautes études en sciences socials de París i el doctorat en ciències polítiques i socials a l'Institut Universitari Europeu de Florència.
Ha dirigit el projecte de recerca DEMOS (Democracy in Europe and the Mobilisation of the Society) finançat per la Comissió Europea. També va coordinar el Gruppo di ricerca sull'azione collettiva in Europa (GRACE). També ha realitzat investigacions a la Universitat Cornell, a l'Ithaca College i a la Wissenschaftszentrum Berlin per Sozialforschung. El 1990 va rebre el Premi al Desenvolupament de la Carrera de la Fundació Guggenheim ; el 1997, la beca de l'Alexander von Humboldt Stiftung. Dirigeix el centre d'investigació sobre moviments socials COSMOS, a l'Institut Universitari Europeu.
Els seus principals interessos de recerca es refereixen a moviments socials, violència política, terrorisme i corrupció. Sobre aquests temes ha realitzat investigacions a Itàlia, França, Alemanya i Espanya. En el tema dels moviments, s'ha ocupat sobretot amb el terrorisme d'esquerres a Itàlia i Alemanya, del moviment antiglobalització (més correctament del moviment de justícia global), del procés dels Fòrum Social Mundial, dels moviments No TAV i No Pont, de l'onada de mobilitzacions que va caracteritzar el 2011 (Primavera Àrab, indignats, moviment Occupy).